# Laguna Niguel Classic 1977
Il Laguna Niguel Classic 1977  è stato un torneo di tennis giocato sul cemento. È stata la 1ª edizione del torneo, che fa parte del Colgate-Palmolive Grand Prix 1977. Il torneo si è giocato a Laguna Niguel negli USA, dal 14 al 20 settembre 1977.

## Campioni

### Singolare maschile
Andrew Pattison ha battuto in finale  Colin Dibley con il punteggio di 2–6 7–6 6–4

### Doppio maschile
James Chico Hagey /  Billy Martin hanno battuto in finale  Peter Fleming /  Trey Waltke con il punteggio di 6–3, 6–4